# レクリエーション・グラウンド (ホワイトヘヴン)
レクリエーション・グラウンド (Recreation Ground, Whitehaven, あるいはThe Recre)は、イングランド・カンブリア州ホワイトヘヴンにあるスタジアム。収容人数は7,500人。ホワイトヘヴンRLFC)がホームスタジアムとして使用している。

## 概要
サッカー (フットボール)のゲームも行われるが、基本はラグビーリーグのゲームで使われる。将来はスーパーリーグ(en規格のスタジアムへ改修予定となっている。